# بنت
بنت یکی از شهرهای استان سیستان و بلوچستان و مرکز بخش بنت شهرستان نیک‌شهر است.

## رتبه در استان
شهر بنت مرکز بخش بنت پنجمین بخش پرجمعیت و بزرگ استان سیستان و بلوچستان است.
لیست ۸ بخش بزرگ استان سیستان و بلوچستان که در آینده شهرستان خواهند شد.
| ردیف | بخش               | شهرستان | جمعیت سال ۱۳۹۵ |
| ---- | ----------------- | ------- | -------------- |
| ۱    | بخش باهوکلات      | دشتیاری | ۳۴٬۷۴۸         |
| ۲    | بخش پارود         | راسک    | ۳۴٬۷۳۰         |
| ۳    | بخش پلان          | چابهار  | ۳۳٬۰۰۴         |
| ۴    | بخش پیشین         | راسک    | ۳۰٬۲۳۲         |
| ۵    | بخش بنت           | نیکشهر  | ۲۸٬۷۲۲         |
| ۶    | بخش کورین         | زاهدان  | ۲۵٬۸۹۸         |
| ۷    | بخش جلگه چاه هاشم | دلگان   | ۲۵٬۴۹۵         |
| ۸    | بخش بم پشت        | سراوان  | ۲۵٬۰۲۶         |

## موقعیت جغرافیایی
این شهر در ۸۵ کیلومتری شمال غرب نیکشهر و ۴۵ کیلومتری جنوب شهر فنوج، بین ۲۶ درجه و ۱۷ درجه عرض شمالی و ۵۹ درجه و ۱۳ درجه طول شرقی گرینویچ در ارتفاع ۴۰۰ متری از سطح دریا واقع شده است.
شهر بنت پیشینه تاریخی زیادی دارد و زمانی سیطره حکمرانی حکام محلی بنت از ساحل دریا در بندر جاسک امروزی تا نیکشهر کنونی و از بزمان تا رودبار در استان کرمان را دربر می‌گرفت. حوزه شهری بنت در حدود ۳۰ کیلومتر مربع وسعت دارد.
و در قلب بلوچستان از شمال به فنوج و ایرانشهر تاز جنوب به زرآباد و کنارک، از غرب به نیکشهر و از شرق به استانهای هرمزگان و کرمان منتهی می‌شود
حکام محلی:رئیس سلیمان، اسلام خان شیرانی و علی خان شیرانی، بهرام خان شیرانی

## جمعیت
بر پایه سرشماری عمومی نفوس و مسکن در سال ۱۳۹۵ جمعیت این مکان ۱۲۸۸۲ نفر (۴۹۰۰ خانوار) بوده است.

## جغرافیا
بنت منطقه‌ای نیمه کوهستانی که غرب و شمال آن تپه‌های زرد قراردارند در قسمت شرق تا انتهای شهر مسیر رودخانه موسوم به بنت قرار دارد که از شمال فنوج سرچشمه می‌گیرد و از نوار شرق بنت عبور می‌کند و حدود ۸ کیلومتر در حوزه شهری قرار می‌گیرد. جنوب شهر بنت هم مسیر رودخانه مذکور که در دو طرف آن روستاهای واقع شده‌اند. رودخانه بنت پس از عبور از تنگه فنوج و عبور از رشته کوه‌های سفیدکوه وقتی که به حوزه شهر بنت می‌رسد در دو طرف آن روستاهایی قرار گرفته‌اند.
همچنین در غرب شهر و به‌طور واضح تر در ضلع جنوب غربی شهر بنت رشته کوهی بزرگ قرار دارد که متصل از کوه‌های بزرگ و کوچک می‌باشد که بزرگ‌ترین آن‌ها به نام سیپرک مشهور است که ۸۰۰ متر ارتفاع دارد و این قله از ۵۰ کیلومتری با چشم غیر مسلح هم قابل رویت می‌باشد.
این شهر از چندین محله شکل گرفته است که بافت شهری بنت که در شمال و غرب تپه‌ها واقع شده‌اند پس از استقرار تپه‌ها و وجود یک مسیل به نام رود گواتکی ابتدا در شمال غرب محله گوهرکوه و پایین‌تر از آن محلات گواتکی و دنان و شهرک اداری قرار گرفته‌اند که تا قله سیپرک امتداد دارند و محلات مذکور بین رود گواتکی (محله گوهرکوه) و بلوار امام خمینی که از شهرداری بنت شروع می‌شود و تا پل ورودی بنت با طول ۶ کیلومتر امتداد دارد و در قسمت غرب بلوار امام ۹ محلات بنت تنپان قدیم روی تپه و تنپان جدید و دنک، تراگ و کنتک قرار دارند و غرب محلات مذکور نخلستان بزرگ بنت که باغات بنت هم در آن قرار دارند. واقع شده است. بین نخلستان و رودخانه بزرگ بنت از شمال به جنوب محلات ملندان، کشکور، کادیان کوفک، و شیخان قرار دارد و به‌طوری‌که شهر بنت به‌شکل یک قطره است که در انتهای دنبه در جنوب محله قدیمی تلنگان قرار دارد که ۲۰ سال قبل به‌علت ورود آب رودخانه هم‌اکنون بدون سکنه می‌باشد.
محله جدیدی هم در شمالی‌ترین نقطه شهر بنت هم‌اکنون با مهاجرت روستائیان شکل گرفته که به به نام حسین‌آباد معروف است.

## آب و هوا
منطقه بنت دارای آب و هوای گرم و خشک می‌باشد و دارای وزش باد محلی به نام هوشاگ که وزش باد مذکور موجب شده تابستان‌های داغ و زمستان‌های خشن داشته باشد. آب و هوای این منطقه منحصر و متفاوت از سایر مناطق می‌باشد چون این منطقه مابین رشته کوه‌های سفید و دریا قرار گرفته و و با عنایت به اینکه تا ۵۰ کیلومتر شعاع بنت کوهستان می‌باشد لذا موجب شده است در بعضی فصول آب و هوا منحصر بخود داشته باشد و همچنین این موضوع باعث وجود مسیلها، آبرفتها و رودخانه‌های کوچک و بزرگ که از رشته کوه‌های سفید سرچشمه و به مصب دریای عمان منتهی می‌گردند.
فروردین و نیمه اول اردیبهشت هوای نسبتاً خوب و بهاری در منطقه استمرار دارد از اواخر اردیبهشت و خرداد و تا نیمه اول تیر با وزش باد گرم هوشاگ هوای داغی در بنت سخترین زمان برای مردم می‌باشد در مرداد ماه هوای شرجی که هدیه دریای عمان می‌باشد در بنت استقرار پیدا می‌کند و وجود هوای شرجی هم برای مردم زیاد خوشایند نمی‌باشد زیرا به محصول خرما که در مرداد و شهریور که گاهی پدیدار می‌شود ضرر و زیان‌های وارد می‌نماید. با شروع ماه مهر شدت گرما کاهش می‌یابد و مهر، آبان و آذر هوای بهاری در منطقه حاکم است دی بهمن در صورت وزش باد هوشاگ سرمای شدیدی استقرار می‌یابد که بعد از نیه اول بهمن و اوایل اسفند مجدداً هوای کاملاً بهاری پدیدار می‌شود که در واقع بهار منطقه بنت اسفند ماه شروع و تا بیستم فروردین ادامه دارد.
بارش باران در بنت باز هم همانند آب و هوا آن منحصر به منطقه میباد. تابستان‌ها با ورود جبهه‌های هوا از طرف اقیانوس هند و ممانعت آن توسط رشته کوه سفید موجب بارش باران در منطقه بنت می‌گردد؛ که مرداد و شهریور اوج بارندگی می‌باشد و در زمستان بارش باران در آذر ماه موسومی بوده و اکثر در این ماه بارندگی مشاهده گردیده است؛ که موجب رویش گیاهای کوهی و در واقع سبز شدن بهار منطقه می‌باشد در بهمن ماه هم بارش باران بیشتر از سایر مناطق می‌باشد.

## زمین‌شناسی
به لحاظ اینکه شعاع دایره شهر بنت کوه قرار دارد لذا از نوع زمین‌شناسی در شهر متفاوت می‌باشد. در نیمه غربی شهر بنت که به رود گواتکی و تپه‌های زرد مشرف می‌شود، زمینی شنی که بعد از عمق ۲ متری نوعی گل به نام گل هاجک که ساختار مصالح تپه‌های بنت از این گل و سنگلاخ می‌باشد پدیدار می‌گردد؛ که وقتی اقدام به حفر چاه در این قسمت شهر می‌شود قبل از پدیدار شدن هاجگ آب بالا می‌آید و بعد آز آن تا عمق ۱۰ تا ۱۵ متری گل هاجگ که نفوذ آب امکان‌پذیر نمی‌باشد وجود دارد و اما در قسمت نخلستان که کل کشاورزی بنت در آن خلاصه می‌گردد؛ که نشانگر تجربه مردم ادوار گذشته را به اثبات می‌رساند.
بنت دارای دو بافت سکونت قدیم و جدید می‌باشد که بافت قدیمی شهر و قلعه (علی خان نقدی) بالای تپه قرار داردو بافت جدید همین بافت شهری در زمین صاف و همجوار و پراکنده بنت می‌باشد.

## کشاورزی
اولین محصول و مردم از کشاورزی خرما است که نخلستان فقط شهر بنت بجز از روستاهای توابع زیاد باستناد گزارش شهرداری در سال ۱۳۸۳ به میزان ۷۰۰٫۰۰۰ متر مربع بوده است؛ و دو تا قبل از خشکسالی چند سال قبل کشت برنج بوده که با خشکسالی این امر کمرنگ شده است.
و کشت یونجه گندم و سبزیجات هم در کنار کشت انواع مرکبات البته مرکبات فقط به اندازه مصرف هم رونق داشته است. فقط لیمو محصولی عمده بود که متأسفانه در خشکسالی دهه شصت دست مردم از آن کوتاه شد.
ولی تنوع محصول خرما بیش از ۳۰ گونه نوع خرما در بنت مشاهده می‌گردد که از نظر کمیت رابعی در درجه اول و از نظر کیفی خرما حلیله از کیفیت بسیار عالی برخوردار می‌باشد.
مهم‌ترین محصولات باغی: انگور، زیتون، سیب، مرکبات، خرما (بیشترین محصول حدود ۸۰۰ هکتار) و…
مهم‌ترین محصولات زراعی: گندم، جو، یونجه، سیب زمینی، ذرت و دانه‌های روغنی

## آبیاری
بخش آبیاری کشاورزی در بنت از طریق قنوات و انهار تغذیه می‌شود. انهار از بغل رودخانه شکل می‌گیرد و قنوات به صورت خلقه‌های جاه که مسلسل وار به هم با تونل وصلند شکل گرفته‌اند که از جمله انهار بزرگ بنت جوی شاه آپ بنت نهر کادیان و قنات الهی، حاج رئیس، اسلام خان، فولاد، برام خان، و شیخان را می‌توان یاد نمود که شهر بنت از لحاظ داشتن قنات نسبت به شهرهای همجوار و حتی در استان از رتبه خوبی برخوردار می‌باشد.
در مجموع حدود ۴۱۱ حلقه چاه نیمه عمیق و ۵۰ رشته قنات و ۸ حلقه چاه عمیق در کل شهر بنت وجود دارد که برای تأمین آب کشاورزی و آشامیدنی از این چاه‌ها و قنوات استفاده می‌شود.

## منازل مسکونی
۱ – اتاق:
اتاق از گذشته با به کار بردن خشت و گل یا سنگ و گل ساخته می‌شد، برای سقف آن از کنده درخت خرما و شاخه‌های آن استفاده می‌شد که تاکنون خانواده‌های بی بضاعت از این نوع اتاق‌ها استفاده می‌کنند. در ۱۵ سال اخیر برای ساختن اتاق از آجر، سیمان، بلوک و گچ نیز استفاده می‌شود که بیشتر افراد ثروتمند از این نوع ساختمان‌ها می‌سازند و ساختمان‌هایی با طرح و نقشهٔ مهندسی جای اتاق‌های خشتی و گلی را گرفته است.
۲ – کپر (لوگ):
ساختن کپر در گذشته بیشتر رایج بوده و تاکنون افراد فقیر و حاشیه‌نشین از کپر (لوگ) به عنوان منزل مسکونی خود استفاده می‌کنند و برای ساختن این نوع منزل مسکونی از شاخهٔ نخل خرما و شاخه نخل وحشی (داز) استفاده می‌شود و شکل ظاهری این نوع منزل مسکونی گرد می‌باشد.
۳ – گردتوپ:
این نوع منزل مسکونی مانند کپر (لوگ) همان‌طور که از اسمش پیداست گرد است و برای ساختن آن از شاخه‌های نخل خرما و شاخه‌های درخت نخل وحشی (داز) استفاده می‌شود بدین‌صورت که حدود یک تا یک و نیم متر پایین آن را با استفاده از خشت و گل می‌سازند و قسمت بالایی آن را مانند (لوگ) به صورت گرد روی دیوار یک و نیم متری ساخته شده می‌سازند.
به‌طور کلی می‌توان گفت در شهر بنت ۵۰ درصد برای ساختن منازل مسکونی از آجر و سیمان و بتن و… استفاده می‌شود و ۴۰ درصد برای ساختن منازل مسکونی از چوب و سنگ و خشت و اتاق تکی و ۱۰ درصد از منازل به صورت کپر و گردتوپ ساخته می‌شوند که این تعداد بیشتر در حاشیه شهر صورت می‌گیرد.
در روستاها و آبادی‌های تابع و روستاهای همجوار مانند شهر از ساختمان و منازل مسکونی خشتی و گلی بیشتر و کپر کمتر و در روستاهای دورتر مخصوصاً توتان و مهمدان و دستگرد و سفیدکوه می‌توان گفت ساختن منازل مسکونی ۵۰ درصد اتاق و ساختمان و ۵۰ درصد کپر و گردتوپ می‌باشد.